# Colelia
Colelia község és falu Ialomița megyében, Munténiában, Romániában.

## Fekvése
A megye északi részén található, Buzău megye határán, a megyeszékhelytől, Sloboziatól, ötven kilométerre északnyugatra.

## Története
A 19. század közepén Ialomița megye Ialomița-Balta járásához tartozott és csupán a községközpontból állt, 1044 lakossal. A község területén ekkor egy templom és két iskola működött.
1925-ös évkönyv szerint Colelia községe Căzănești járás része volt, 1280 lakossal.
1950-ben a Ialomițai régió Urziceni rajonjának volt a része, majd 1952-ben a Bukaresti régió Slobozia-i rajonjához csatolták. 1968-ban ismét Ialomița megye része lett, ekkor veszítette el önálló községi rangját és Cocora község közigazgatási irányítása alá helyezték. 2005-ben ismét önálló község lett.